# Love Drunk
Love Drunk è il secondo album in studio della pop rock band statunitense Boys Like Girls pubblicato il 7 settembre 2009. L'album ha raggiunto l'ottava posizione della Billboard 200.

## Tracce
1. Heart Heart Heartbreak – 3:24 (Martin Johnson, Sam Hollander, Dave Katz)
2. Love Drunk – 3:46 (Johnson, Hollander, Katz)
3. She's Got a Boyfriend Now – 4:05 (Johnson, Hollander, Katz)
4. Two Is Better Than One (feat. Taylor Swift) – 4:02 (Johnson)
5. Contagious – 3:20 (Johnson, Brian Howes)
6. Real Thing – 3:22 (Johnson, Hollander, Katz)
7. Someone Like You – 4:01 (Johnson)
8. The Shot Heard 'Round the World – 3:27 (Johnson)
9. The First One – 4:01 (Johnson, Howes)
10. Chemicals Collide – 3:31 (Johnson, Hollander, Katz)
11. Go – 6:09 (Johnson)